# Renée Strecker

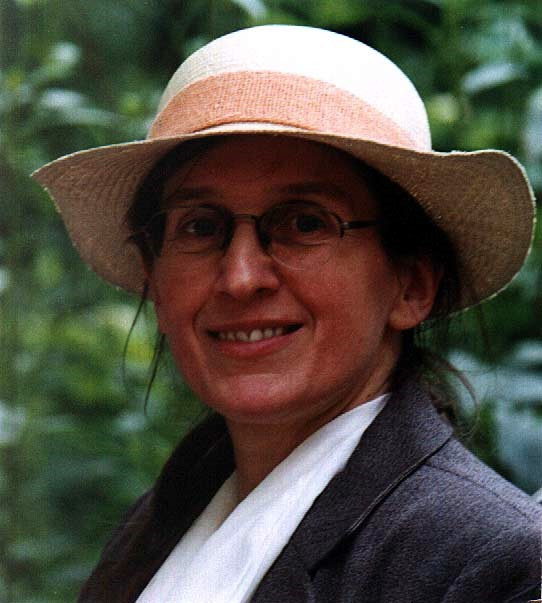
Renée Strecker

Renée Strecker (* 17. November 1955 in Berlin) ist eine deutsche Malerin.

## Leben
Von 1979 bis 1983 studierte Renée Strecker an der Universität der Künste Berlin und war Meisterschülerin von Prof. Karl Oppermann. Im Jahr 1986 erhielt sie das Atelierstipendium der Karl Hofer Gesellschaft, Berlin – mit späterer Verleihung des Atelierpreises im Jahr 1990. Im Jahr 1985 gründete sie die Berliner Malergruppe „Kobalt“ und organisierte regelmäßige Gruppenausstellungen. 1992 hat sie das Buch Befristete Landschaft mit Lithographien zu den Gedichten von Rolf Bossert in der Edition Mariannenpresse, Berlin hergestellt. Es wurde von der Mariannenpresse als das beste Buchprojekt des Jahres 1992 prämiert. Im Jahr 2000 leitete Renée Strecker die Tagungsdiskussion „Wie kommt die Kirche zu ihren Bildern?“, samt Bildenthüllung eines Altarbildes, Evangelische Akademie zu Berlin (EAD) e.V. mit Bischof Wolfgang Huber. Im Jahr 2001 folgte ein Förderstipendium des Bundespräsidialamtes – mit späterem Werkankauf durch den Deutschen Bundestag im Jahr 2003. Im Jahr 2009 wurde der Künstlerin anlässlich der Kunstausstellung „Natur-Mensch“ der Andreas-Kunstpreis der Bergstadt Sankt Andreasberg verliehen. Renée Strecker lebt und arbeitet in Berlin und auf Alicudi, Liparische Inseln.

## Werk
Die Sinnlichkeit des Materials und der gelenkter Zufall sind die wichtigsten Ausdrucksmittel in der Abstraktion von Renée Strecker. Man kann ihr Gesamtwerk der Stilrichtung Lyrische Abstraktion zuordnen. Häufig wiederkehrende Farbtöne sind die Blau- bis Grau-Palette, im typischen Duktus von Renée Strecker, der zugleich zart und kraftvoll ist und eine seelische Spannung erzeugt. Sie ist Grenzgängerin, sucht die extreme Formulierung, indem sie ungewöhnliche, teils aus dem Alltag entnommene, Materialien ins Ölbild setzt: Sand, Stoff, Fundstücke, Blattmetalle. Um die Leuchtkraft der Ölfarbe noch zu intensivieren, verwendet sie in ihrem jüngsten Werk Effekte der Hinterglasmalerei. Bei ihrer Öl-Hinter-Glas-Technik arbeitet sie mit Acrylglasplatten auf Leinwand oder verformt sie zu leuchtenden Farbobjekten.

## Werke in öffentlichen Sammlungen (Auswahl)
- Kunstverein Schering Berlin
- Deutscher Beamtenbund Berlin und Bonn
- Artothek Berlin
- Senat von Berlin
- Deutscher Bundestag
- Sammlung Richard von Weizsäcker
- Kunstsammlung Deutsche Bank in Berlin
- Deutscher Katholikentag
- Sammlung Edzard Reuter
- Sender Freies Berlin
- Guardini-Stiftung Berlin
- Stiftung Preußische Seehandlung Berlin
- Radierwerkstatt Jesse Berlin
- Berufsverband Bildender Künstler Berlin
- Artothek der Zentralen Landesbibliothek
- Amerika-Gedenkbibliothek Berlin
- Kleisthaus in Berlin-Mitte
- Mariannenpresse Berlin
- Verein Berliner Künstler
- Tabor-Presse Berlin

## Ausstellungen (Auswahl)
- 1991: Galerie Rozmer, Norderney
- 1992: Galerie Pommersfelde, Berlin / Galerie Büsch, Berlin
- 1993: Verein Berliner Künstler
- 1996: St.-Matthäus-Kirche, Berlin / Galerie Pommersfelder, Berlin
- 1998: ART-Galerie Enno Becker, Berlin
- 1999: Kirche am Hohenzollernplatz, Berlin
- 2000: Berliner Dom
- 2001: Schwarzbach-Galerie, Wuppertal
- 2002: Kleisthaus, Berlin-Mitte
- 2004: AKAD, Stuttgart
- 2006: Galerie Samuelis Baumgarte, Bielefeld
- 2008: Büchergilde Gutenberg, Berlin
- 2009: Schwarzbach-Galerie, Wuppertal
- 2010: Galerie Frenhofer, Berlin
- 2011–12: Wernigeröder Kunstverein, Harz / Galerie Haasch, Berlin / artclub, Köln
- 2013: Robert Koch-Institut (RKI), Berlin / Galerie Factory-Art, Berlin, Charlottenburg
- 2015: Galerie im Hafen Rummelsburg, Berlin-Köpenick / Galerie Schlossfreiheit, Tangermünde
- 2017: "Taktil-fragil", Galerie Kunst am Gendarmenmarkt, Berlin-Mitte

## Auszeichnungen und Preise
- 1986: Stipendium der Karl Hofer Gesellschaft e.V.
- 1990: Atelierpreis der Karl Hofer Gesellschaft e.V.
- 2001: Förderstipendium des Bundespräsidialamtes
- 2009: Kunstpreis NATUR-MENSCH, St. Andreasberg, Harz